# Dombi Géza Zsigmond
Dombi Géza Zsigmond (1955. április 23. –) festőművész, vizuális nevelőtanár.

## Tanulmányok
- közoktatási vezető és pedagógus szakvizsga, Budapesti Műszaki és Gazdaságtudományi Egyetem, Budapest
- vizuális nevelőtanár, Pécsi Tudományegyetem, Művészeti Kar
- földrajz–rajz szakos főiskolai tanári diploma, Bessenyei György Tanárképző Főiskola, Nyíregyháza

## Szakértői és szaktanácsadói tapasztalat
- Szakértő (Országos Szakértői Névjegyzékben) SZ02967
- Szaktanácsadó (Oktatáskutató és Fejlesztő Intézet) SZT001399

## Képzőművészeti tevékenység, hazai és nemzetközi kiállítások

### Egyéni hazai kiállítások
- 1997, Hajdúszoboszló, Gyógyfürdő Galéria
- 1997, Zsáka, Művelődési Központ
- 1996, Téglás, Művelődési Központ
- 1996, Hajdúszovát, Kodály Zoltán Művelődési
- 1996, Hajdúböszörmény, Sillye Gábor Művelődési Központ
- 1996, Debrecen, Kölcsey Ferenc Művelődési Központ
- 1995, Földes, Karácsony Sándor Művelődési Központ
- 1995, Berettyóújfalu, Nadányi Zoltán Művelődési Központ

### Csoportos hazai kiállítások
- 2015, Berettyóújfalu, Nadányi Zoltán Művelődési Központ, Bihar Vármegye képgaléria, A magyar kultúra napja. A biharkeresztesi Nemzetközi Művésztelep anyagából válogatott ünnepi kiállítást megnyitja Barabás Ferenc, Biharkeresztes polgármestere.
- 2012, Földes, Földesről elszármazott alkotóművészek tárlata,
- 2011, Debrecen, Tavaszi Tárlat, Kölcsey Központ
- 2010, Debrecen, „A gyökérzettől a lombkoronáig” c. jubileumi kiállítás
- 2004, Nyíregyháza, „Itthon a hazában, otthon Európában” címmel
- 2004, Debrecen, Nyári Tárlat
- 2001, Debrecen, Mű-Terem Galéria, Teremavató Emlékkiállítás
- 2000, Budapest, Mezőgazdaság a képzőművészetben
- 2000, Debrecen, „A debreceni grafika két évszázada” c. kiállítás
- 2000, Biharkeresztes, I. Nemzetközi Művésztelep
- 2000, Debrecen, Református Tanítóképző Főiskola, Kölcsey emlékkiállítás
- 1999, Nyíregyháza, Bessenyei György Tanárképző Főiskola 30. jubileumi kiállítás
- 1997, Debrecen, Medgyessy Ferenc Képzőművészeti Kör 50. jubileumi kiállítása
- 1996, Hajdúböszörmény, 33. Hajdúsági Nemzetközi Művésztelep
- 1996, Szeged, VI. Országos Táblaképfestészeti Biennálé
- 1996, Debrecen, Tavaszi Tárlat
- 1995, Berettyóújfalu, Nadányi Zoltán Művelődési Központ
- 1995, Debrecen, Őszi Tárlat

### Csoportos külföldi kiállítások
- 2007, Kolozsvár, „GADE” grafikai kiállítás, Reményik Sándor Galéria
- 2006, Nagyvárad–Debrecen, Kortársművészeti Szalon, Nagyvárad, Körösvidéki Múzeum
- 2004, Varsawa (Lengyelország), Magyar Intézet, Grafikusművészek Ajtósi Dürer Egyesület, grafikai kiállítás
- 2003, PrzemyŁs (Lengyelország), „Ezüst négyszög”, Lengyelország, Magyarország, Románia, Ukrajna Regionális Nemzetközi Képzőművészeti Kiállítás
- 2002, Japán-Kína-Korea-Magyarország, „Négy Nemzet” Nemzetközi Képzőművészeti kiállítás

## Díjak, kitüntetések, elismerések és jutalmak
- 2012 Kölcsey Ferenc Díj
- A Hajdú-Bihar Megyei Önkormányzat Közgyűlése által adományozott díj „A képzőművészet, a rajz és vizuális kultúra terén több évtizeden át végzett kiemelkedő színvonalú tevékenysége elismeréseként”[1][2]
- 2009 A „Minőségi oktatásért, nevelésért” kitüntetés, a Bessenyei György Szakközépiskola és Arany János Kollégiumban folytatott pedagógiai munka elismerése az intézmény igazgatója, Kocsis Ferenc által.
- 2000 A Hajdú-Bihar Megyei Önkormányzat által – köszönete és elismerése jeléül - adományozott jutalom a „Tehetséggondozó munkáért, az 1999/2000-es tanév Országos Tanulmányi és Szakmai versenyeire kiemelkedő eredménnyel felkészített tanítványok sikereiért.”
- 1999 A Tehetségért Mozgalom Intéző Bizottsága (Budapest) által – köszönete és elismerése jeléül - adományozott jutalom a „Tehetséges középiskolások felsőoktatásban való továbbtanulás előkészítésében kifejtett közreműködésért”
- 1995 A „Kimagasló pedagógiai munkáért”, Berettyóújfalu Város által adományozott kitüntetés.
- 1992 A Medgyessy Ferenc Képzőművészeti Kör nyári művésztelepének fődíja
- 1990 Kiváló „FEB” tanári kitüntetés „A magyar értelmiség egészséges újratermelődéséért folytatott oktatói munkáért.”

## Művészeti egyesületi tagság
- Magyar Alkotóművészek Országos Egyesülete (1955, Budapest)
- Grafikusművészek Ajtósi Dürer Egyesülete (2002, Debrecen)